# مصطفى نجيب
مصطفى نجيب (1 أكتوبر 1861 - 8 أكتوبر 1902) هو كاتب أغاني وشاعر غنائي وكاتب مصري.

## حياته ونشأته
ولد مصطفى بن محمد نجيب بالقاهرة 1 أكتوبر 1861، وتوفي في الإسكندرية 8 أكتوبر 1902، تلقى تعليمه في المدرسة الابتدائية بالجمالية، ولكنه تركها لوفاة أبيه محمد نجيب، والد كل من الممثل سليمان نجيب والإذاعي حسن نجيب وابن أخته الشاعر أحمد زكي أبو شادي مؤسس مدرسة أبولو، حصل على رتبة بك في حياته.

## مسيرته
- عمل كاتبًا في بيت المال، ثم نقل إلى وزارة الداخلية، ثم إلى الديوان الخديوي في عهد الخديوي إسماعيل، ثم عمل مترجمًا في وزارة الداخلية، وترقى فيها حتى أصبح وكيلاً لقسم الإدارة، وتركها عام 1900 إثر مرضه.[5]
- عضوًا في الحزب الوطني الذي أسسه مصطفى كامل، وقد نشط في العمل الحزبي واستمر على مبادئه مؤيدًا زعيمه في نضاله ضد الانتداب البريطاني، كما نشط سياسيًا من خلال كتاباته في صحيفة اللواء التي يصدرها الحزب، وكذا من خلال أغنياته التي غناها كبار مطربي عصره.[5]
- نظم شعره في الأغراض التقليدية من مدح ورثاء ووصف، ظهرت في قصائده النزعة الوجدانية، مع ميل إلى التأمل، وجدد في بعض أغراضه فجاءت طريفة مثل وصفه المروحة، كما نظم في نقد المجتمع رافضًا مظاهر التفرنج الأعمى التي شاعت في عصره.[6]

## الإنتاج الشعري

### شعر
- له قصائد متفرقة وردت ضمن كتاب: «المنتخب من أدب العرب»، وقصائد نشرت في صحف ومجلات عصره، منها: قصيدة: «في مناجاة القمر» - مجلة أبولو - عدد ديسمبر 1934 (في ذكرى رحيله)، كما نشر بعض قصائده في مجلة القضاء الشرعي، وجريدة اللواء، خلال المدة من 1900 - 1902.

### كتب
- له كتابان مطبوعان، هما: «حماة الإسلام» - «أحلام الأحلام» - مقالات وخواطر نثرية، وله عدد من الأغاني والأزجال المشهورة، غني بها أشهر المطربين أمثال أم كلثوم.